# Sonja Leinamo
Sonja Leinamo (* 20. Februar 2002 in Hämeenlinna, Landschaft Kanta-Häme) ist eine finnische Biathletin und vormalige Skilangläuferin. Sie startet seit 2023 im Weltcup.

## Sportliche Laufbahn

### Skilanglauf
Sonja Leinamo startete ihre Karriere als Skilangläuferin und nahm ab 2019 mehrfach an finnischen Junioren- und Erwachsenenmeisterschaften teil. Anfang 2019 sicherte sie sich bei den Juniorenmeisterschaften im Verfolgungsrennen dabei ihren einzigen nationalen Titel. Im Januar 2020 nahm die Finnin an den Olympischen Jugendspielen teil und erreichte im Sprint das Viertelfinale, wobei sie bei 82 Startern Rang 24 erreichte. Weiterhin wurde sie 46. über 5 Kilometer klassisch.

### Biathlon
Zur Saison 2020/21 wechselte Leinamo zum Biathlon und nahm im März 2021 an den Jugendweltmeisterschaften teil. Zu Beginn des Winters 2021/22 gab sie in Obertilliach ihr Debüt im IBU-Cup und wurde 82. und 83. in Einzel und Sprint, nahm im Saisonverlauf aber an wenigen Rennen teil. In der Folgesaison startete die Finnin regulär auf der zweithöchsten Ebene und gewann als 23. des Sprints auf der Pokljuka ihre ersten Ranglistenpunkte, den gleichen Platz belegte sie auch im Sprintwettkampf bei den Europameisterschaften. Bei beiden Juniorenmeisterschaften kam sie nicht in die Nähe der Podestplatzierung, am Saisonende allerdings bekam sie beim Saisonfinale in Oslo erstmals einen Startplatz im Weltcup und schloss den Sprint nach drei Schießfehlern auf Rang 76 ab.
Mit Beginn der Saison 2023/24 war Leinamo erstmals Teil des regulären Weltcupkaders. Beim Auftakt in Östersund wurde sie im Einzel 59., zudem belegte sie mit Suvi Minkkinen, Erika Jänkä und Noora Kaisa Keränen auf den 18. Rang im Staffelbewerb. Beim Sprintwettkampf in der Lenzerheide erreichte die Finnin als 47. des Sprints ihr erstes Verfolgungsrennen auf dieser Ebene, mit der Staffel lief sie wenige Wochen später in Oberhof erstmals unter die besten Zehn. Erfolgreich schnitt sie bei ihren letzten Junioreneuropameisterschaften ab, Leinamo gewann im Sprint hinter Lara Wagner die Silbermedaille. Zu Beginn der Saison 2024/2025 erzielte sie in Kontiolahti im Staffelrennen mit Suvi Minkkinen, Venla Lehtonen und Inka Hämäläinen ihr erstes Top-10-Ergebnis; auch im Sprint konnte sie überzeugen, belegte nach einem Schießfehler Platz 27 und erreichte damit erstmals die Punkteränge. Eine Überraschung gelang der 22-Jährigen schließlich nach dem Jahreswechsel im Sprint von Oberhof, als sie das erste Mal in ihrer Karriere ohne Fehlschuss blieb und am Ende Rang acht erreichte. Dieses Ergebnis konnte sie im weiteren Saisonverlauf nicht bestätigen, mit Ausnahme eines Einzelwettkampfes kam sie weder im Weltcup noch bei den Weltmeisterschaften in die Nähe der Punkteränge.

## Persönliches
Leinamo lebt in Vuokatti.

## Statistiken

### Weltcupplatzierungen
Die Tabelle zeigt alle Platzierungen (je nach Austragungsjahr einschließlich Olympische Spiele und Weltmeisterschaften).
- 1.–3. Platz: Anzahl der Podiumsplatzierungen
- Top 10: Anzahl der Platzierungen unter den ersten zehn (einschließlich Podium)
- Punkteränge: Anzahl der Platzierungen innerhalb der Punkteränge (einschließlich Podium und Top 10)
- Starts: Anzahl gelaufener Rennen in der jeweiligen Disziplin
- Staffel: inklusive Mixed- und Single-Mixed-Staffeln

| Platzierung               | Einzel | Sprint | Verfolgung | Massenstart | Staffel | Gesamt |
| ------------------------- | ------ | ------ | ---------- | ----------- | ------- | ------ |
| 1. Platz                  |        |        |            |             |         |        |
| 2. Platz                  |        |        |            |             |         |        |
| 3. Platz                  |        |        |            |             |         |        |
| Top 10                    |        | 1      |            |             | 4       | 5      |
| Punkteränge               | 1      | 2      | 1          |             | 12      | 16     |
| Starts                    | 5      | 12     | 3          |             | 12      | 32     |
| Stand: Saisonende 2024/25 |        |        |            |             |         |        |

### Weltcupwertungen
Ergebnisse bei Weltcups (Disziplinen- und Gesamtweltcup) gemäß Punktesystem.
| Saison  | Einzel | Einzel | Sprint | Sprint | Verfolgung | Verfolgung | Massenstart | Massenstart | Gesamt | Gesamt |
| Saison  | Platz  | Punkte | Platz  | Punkte | Platz      | Punkte     | Platz       | Punkte      | Platz  | Punkte |
| ------- | ------ | ------ | ------ | ------ | ---------- | ---------- | ----------- | ----------- | ------ | ------ |
| 2024/25 | 67.    | 2      | 42.    | 51     | 62.        | 12         | –           | –           | 61.    | 65     |

### Biathlon-Weltmeisterschaften
Ergebnisse bei den Weltmeisterschaften:
| Weltmeisterschaften | Weltmeisterschaften | Einzelwettbewerbe | Einzelwettbewerbe | Einzelwettbewerbe | Einzelwettbewerbe | Staffelwettbewerbe | Staffelwettbewerbe | Staffelwettbewerbe |
| Jahr                | Ort                 | Einzel            | Sprint            | Verfolgung        | Massenstart       | Damenstaffel       | Mixedstaffel       | S.-M.-Staffel      |
| ------------------- | ------------------- | ----------------- | ----------------- | ----------------- | ----------------- | ------------------ | ------------------ | ------------------ |
| 2025                | Lenzerheide         | 53.               | 82.               | –                 | –                 | 15.                | 9.                 | –                  |

### Jugend-/Juniorenweltmeisterschaften
Leinamo nahm 2021 an den Jugend- und ab 2022 an den Juniorenwettkämpfen teil.
| Weltmeisterschaften | Weltmeisterschaften | Einzelwettbewerbe | Einzelwettbewerbe | Einzelwettbewerbe | Einzelwettbewerbe | Staffelwettbewerbe | Staffelwettbewerbe |
| Jahr                | Ort                 | Einzel            | Sprint            | Verfolgung        | Massenstart 60    | Damenstaffel       | Mixedstaffel       |
| ------------------- | ------------------- | ----------------- | ----------------- | ----------------- | ----------------- | ------------------ | ------------------ |
| 2021                | Obertilliach        | 52.               | 42.               | 32.               | nicht ausgetragen | 9.                 | nicht ausgetragen  |
| 2022                | Soldier Hollow      | DNS               | 32.               | 34.               | nicht ausgetragen | 9.                 | nicht ausgetragen  |
| 2023                | Schtschutschinsk    | 29.               | 25.               | 31.               | nicht ausgetragen | –                  | 10.                |
| 2024                | Otepää              | 13.               | 14.               | N/A               | 6.                | 13.                | 7.                 |